# مشاري السبت
مشاري سامي السبت مواليد 28 سبتمبر 1999 في السعودية، هو لاعب كرة قدم سعودي يلعب في خط الهجوم في نادي الشعيب.

## مسيرة اللاعب
مثل سابقاً في نادي النصر في الفئات السنية و لعب بعدها مع نادي الثقبة ونادي النهضة ونادي الزلفي ونادي الثقبة مرة أخرى ونادي الشعيب.